# Pauline Ranvier
Pauline Ranvier (Parigi, 14 aprile 1994) è una schermitrice francese, specializzata nel fioretto.

## Palmarès
- Giochi olimpici

Tokyo 2020: argento nel fioretto a squadre.
- Mondiali

Mosca 2015: bronzo nel fioretto a squadre.
Rio 2016: bronzo nel fioretto a squadre.
Wuxi 2018: bronzo nel fioretto a squadre.
Budapest 2019: argento nel fioretto individuale.
Il Cairo 2022: bronzo nel fioretto a squadre.
Milano 2023: argento nel fioretto a squadre.
Tbilisi 2025: argento nel fioretto individuale e nel fioretto a squadre.
- Europei

Montreux 2015: bronzo nel fioretto individuale.
Toruń 2016: bronzo nel fioretto a squadre.
Novi Sad 2018: bronzo nel fioretto a squadre.
Düsseldorf 2019: argento nel fioretto a squadre.
Adalia 2022: argento nel fioretto a squadre.
Genova 2025: argento nel fioretto a squadre.
- Giochi europei

Cracovia 2023: argento nel fioretto a squadre.
- Giochi mondiali militari

Wuhan 2019: argento nel fioretto a squadre.